# Civico museo-studio Francesco Messina
Il civico museo-studio Francesco Messina è collocato all'interno della chiesa sconsacrata di San Sisto al Carrobbio, in via San Sisto 4/A, nel cuore dell'antica zona romana di Milano. 

## Descrizione
La chiesa, edificata per volontà di Federico Borromeo all'inizio del secolo XVII, su fondamenta del periodo longobardo, negli anni attorno al 1970 era in stato di abbandono e degrado da anni, e destinata alla demolizione.
In questi anni, Francesco Messina, artista siciliano, ma milanese di adozione, invia la richiesta al Comune di Milano di concessione dell'edificio in comodato a vita per l'utilizzo come studio in cambio del restauro completo della chiesa e dell'annessa canonica e del successivo lascito testamentario del museo-studio al Comune stesso. Accolta la richiesta da parte della Giunta comunale (Patto di Comodato del 10 novembre 1969 rogato dal notaio Moretti), il restauro richiese tre anni di lavori che furono completati nel 1974.
Il museo-studio si sviluppa su due piani ed espone l'intera collezione donata da Francesco Messina al Comune di Milano: 80 sculture e 26 opere grafiche su carta. 
Le 80 sculture esposte sono prevalentemente opere in bronzo, alcune in terracotta policroma, gesso, marmo e cera e raffigurano cavalli in corsa, danzatrici, busti femminili e teste di personaggi del XX secolo.
Oggi è uno spazio aperto alla contemporaneità, che continua a dialogare con le opere della collezione permanente.

## Collezione

### Sculture
Elenco delle sculture in esposizione (la numerazione dell'opera è quella di catalogo):
- n. 1 Nuotatore (bronzo) - 1935-1958
- n. 2 Nancy (terracotta policroma) – n.– 1969
- n. 3 Ritratto della danzatrice Aida Accolla (terracotta policroma) – 1968
- n. 4 Beatrice (bronzo dorato) – 1959
- n. 5 Attrice (terracotta) – 1956
- n. 6 Acrobata (gesso) – 1966
- n. 7 Grande nudo femminile (bronzo) – 1967
- n. 8 Beatrice (gesso policromo) – 1958
- n. 9 Fabrizia (gesso policromo) – 1978
- n. 10 Torso femminile (gesso) – 1975
- n. 11 Bambino al Mare (bronzo) – 1935
- n. 12 Eva (bronzo) – 1949
- n. 13 Stallone (bronzo) – 1979
- n. 14 Grande torso femminile (bronzo) – 1970
- n. 15 Danzatrice (bronzo) – 1945
- n. 16 Ritratto del pittore Piero Marussig (bronzo) – 1929
- n. 17 Danzatrice (bronzo) – 1979
- n. 18 Maria Laura (Carrieri) (cera) – 1946
- n. 19 Ritratto di Raffaele Calzini (bronzo) – 1948
- n. 20 Ritratto di Salvatore Quasimodo (bronzo) – 1938
- n. 21 Ritratto di Massimo Lelj (bronzo) – 1938
- n. 22 Narciso (bronzo) – 1946
- n. 23 Narciso del Brenta (bronzo) – 1945
- n. 24 Giovinetta (bronzo) – 1978
- n. 25 Danzatrice (bronzo) – 1969
- n. 26 Lezione di ballo (bronzo) – 1979
- n. 27 Efebo (bronzo) – 1959
- n. 28 Toro (bronzo) – 1976
- n. 29 Frammento (bronzo) – 1970
- n. 30 Cavallo (bronzo) – 1958
- n. 31 Cavallo (bronzo) – 1958
- n. 32 Cavallo (bronzo) – 1958
- n. 33 Cavallo (bronzo) – 1958
- n. 34 Cavallo (bronzo) – 1958
- n. 35 Cavallo (bronzo) – 1958
- n. 36 Cavallo (bronzo) – 1958
- n. 37 Cavallo (bronzo) – 1958
- n. 38 Cavallo (bronzo) - 1958
- n. 39 Cavallo (bronzo) – 1958
- n. 40 Testa di ragazza (bronzo) – 1929
- n. 41 Ritratto di giovane biondo (bronzo) – 1936
- n. 42 Danzatrice (bronzo) – 1969
- n. 43 Danzatrice (bronzo) – 1969
- n. 44 Danzatrice (bronzo) – 1969
- n. 45 Nudo femminile (bronzo) – 1968
- n. 46 Danzatrice (bronzo) – 1970
- n. 47 Danzatrice (bronzo) – 1970
- n. 48 Bianca (marmo policromo) – 1937-1968
- n. 49 Bianca (terracotta policroma) – 1972
- n. 50 Bianca (terracotta policroma) – 1938
- n. 51 Danzatrice (bronzo) – 1971
- n. 52 La danzatrice Aida Accolla (bronzo) – 1967
- n. 53 Carla Fracci (gesso policromo) – 1977
- n. 54 Danzatrice (bronzo) – 1970
- n. 55 Danzatrice (bronzo) – 1972
- n. 56 Ritratto di Barbara Ermert (terracotta policroma) – 1970
- n. 57 Ritratto di Luciana Savignano (gesso policromo) – 1975
- n. 58 Ritratto di Carla Fracci (terracotta policroma) – 1969
- n. 59 Adamo ed Eva (bronzo dorato) – 1956
- n. 60 Danzatrice (bronzo) – 1969
- n. 61 Adamo ed Eva, la cacciata (bronzo dorato) – 1956
- n. 62 Narciso (bronzo) – 1944-1968
- n. 63 Pugile (terracotta) – 1932
- n. 64 Davide (bronzo) – 1944-1964
- n. 65 Alice (bronzo) – 1946
- n. 66 Nuotatore (bronzo) – 1958
- n. 67 Danzatrice (bronzo) – 1969
- n. 68 Pugile (bronzo) – 1956
- n. 69 Adamo ed Eva (terracotta policroma) – 1965
- n. 70 Pugile (bronzo) – 1956
- n. 71 Bronzetto per il monumento a Pio XII (bronzo dorato) – 1963
- n. 72 Ritratto del Cardinale Alfredo Ildefonso Schuster (bronzo dorato) – 1941
- n. 73 Bozzetto per il monumento a Pio XII (bronzo dorato) – 1963
- n. 74 Danzatrice (bronzo) – 1969
- n. 75 Danzatrice (bronzo) – 1973
- n. 76 Danzatrice (bronzo) - 1970
- n. 77 Danzatrice (bronzo) – 1970
- n. 78 Danzatrice (bronzo) – 1968
- n. 79 Danzatrice (bronzo) – 1970
- n. 80 Claudine (bronzo) – 1980

### Disegni e grafica
Le opere su carta sono costituite da litografie, acquerelli e matite e raffigurano prevalentemente i medesimi temi delle opere di scultura. 
È presente la breve serie intitolata Impiccati , grafica di denuncia degli orrori della guerra. 
Elenco delle opere di grafica in esposizione (la numerazione dell'opera è quella di catalogo): 
- Impiccati 1G (matita nera su carta bianca) – 1945
- Impiccati 2G (matita nera su carta bianca) – 1945
- Impiccati 3G (matita nera su carta bianca) – 1945
- Impiccati 4G (matita nera su carta bianca) – 1945
- Crocefisso 5G (matita nera su carta bianca) – 1945
- Nudo di schiena 6G (matita nera su carta bianca) – 1946
- Nudo 7G (matita nera su carta bianca) – 1946
- Nudo 8G (matita nera su carta bianca) – 1955
- Ritratto di Gloria Davy 9G (matita nera su carta bianca) – 1958
- Danzatrice con costume spagnolo (matita nera su carta bianca) – 1970
- Danzatrice, omaggio a Ingres 11G (matita nera su carta bianca) – 1970
- Danzatrice con gonna rossa 12G (pastelli su litografia in carta di sughero) – 1973
- Ritratto di Sandra Thun 13G (matita nera su carta bianca) – metà anni 70
- Danzatrice seduta che si allaccia la scarpetta 14G (pastelli su litografia in carta di sughero) – 1974
- Nudo di schiena 15G (pastelli su litografia in carta di sughero) – 1974
- Dormiente 16G (pastelli su litografia in carta di sughero) – 1974
- Danzatrice chinata che si allaccia la scarpetta 17G (acquarelli su base litografica in carta bianca) – 1975
- Danzatrice 18G (acquarelli su litografia in carta bianca) – 1975
- Danzatrice chinata che si allaccia la scarpetta 19G (acquarelli su base litografica in carta bianca) – 1975
- Hiroko (matita nera su carta bianca) – 1975
- Salodiana 21G (pastelli su base litografica in carta di sughero) – 1976
- Nudo di schiena, con capelli rossi 22G (pastelli su carta bianca) – 1978
- Danzatrice seduta 23G (pastelli su base litografica in carta di sughero) – 1979
- Nudo seduto, con capelli rossi 24G (pastelli su carta di sughero) – 1980
- Nudo seduto 25G (pastelli su carta bianca) – 1980
- Donna sulla marina 26G (pastelli su carta bianca) – 1981